# Комитет по физической культуре и спорту при Совете министров СССР
«Комите́т по физи́ческой культу́ре и спо́рту при Сове́те мини́стров СССР» (сокр. «Спо́рткомите́т СССР») — советский центральный орган государственного управления, осуществлявший руководство в сфере физической культуры и спорта в СССР в 1968—1991 годах.
Согласно Конституции СССР и Закону Союза Советских Социалистических Республик от 5 июля 1978 года «О Совете министров СССР», комитет являлся постоянным союзно-республиканским органом при Совете министров СССР. На печати комитета был изображен государственный герб СССР, а на печатях республиканских органов по делам физкультуры и спорта — гербы союзных и автономных республик.
В период с 1986 по 1991 годы имел статус государственного комитета.

## История

### Предыстория
В августе 1920 года при Главном управлении всеобщего военного обучения (Всевобуч) Народного комиссариата по военным делам РСФСР был учреждён Высший совет физической культуры — межведомственная комиссия в составе представителей Всевобуча, народных комиссариатов просвещения и здравоохранения, профсоюзов, РКСМ и спортивно-гимнастического общества.
В 1923 году этот совет был передан в ведение ВЦИК и стал называться Высшим советом физической культуры при ВЦИК под председательством Н. А. Семашко с 1923 по 1926 годы. Это было сделано для согласования и объединения научной, учебной и организационной деятельности различных ведомств и организаций РСФСР по физическому воспитанию и развитию трудящихся.
Согласно постановлению президиума ЦИК СССР от 3 апреля 1930 года на базе этого ведомства был образован Всесоюзный совет физической культуры при ЦИК СССР (ВСФК) под председательством Н. К. Антипова с 1930 по 1934 годы. В 1931 году на 2-м пленуме ВСФК было 76 человек. В президиум ВСФК СССР были избраны: Антипов, Енукидзе, Ягода, С. Каменев (РККА), Косарев, Григорьев, Жолдак (КСИ), Курц, Ещин, Аболин, Есаян, Шарипов, Кальпус (РККА), Мессинг, Крыленко, Василенко (УССР), Пронина («Трёхгорка»), Кулов, Семашко и Малиновский (ОАХ), Каныгин, Цалкин, Иванов (Ленинград, «Красный путиловец») и по одному месту предоставлено Москве и Ленинграду. Кандидатами были избраны: Лев, Манцев, Магитон, Коган (НКздрав), Привис (УССР), Тресковский (БССР) и представитель от Ленинграда.
21 июня 1936 года совместным решением ЦИК и Совнаркома ВСФК был упразднён, а на его базе был создан Всесоюзный комитет по делам физической культуры и спорта при СНК СССР (с 1946 года — при Совмине), который просуществовал до 1953 года. На этот комитет были возложены задачи руководства всей физкультурно-спортивной работой в СССР, в том числе руководство и контроль в области подготовки физкультурных кадров, строительства и использования спортивных сооружений, производства и распределения спортивного инвентаря. Его структурными подразделениями являлись секретариат, научно-методический совет, а также ряд управлений: международных связей, организационной работы, учащейся молодёжи, массовых видов спорта, водных и прикладных видов спорта, спортивных игр, футбола; отделы: агитации и пропаганды, статистики, капитального строительства, шахматно-шашечный, врачебного контроля.
15 марта 1953 года постановлением Совмина СССР Спорткомитет СССР был упразднён с передачей его функций Главному управлению по физической культуре и спорту при Министерстве здравоохранения СССР.
11 февраля 1954 года Всесоюзный комитет по делам физической культуры и спорта был восстановлен, но 1 марта 1959 года он был упразднён вновь, и уже окончательно. Центральное спортивное ведомство перестало существовать, а руководство физкультурной и спортивной работой в стране была возложено на общественные организации, в частности, на Союз спортивных обществ и организаций СССР, созданный на учредительном Пленуме 18 апреля 1959 года.

### Создание и работа ведомства
По прошествии десятилетия в связи с неспособностью общественных организаций наладить нормальную работу в спортивной сфере постановлением ЦК КПСС и Совета министров СССР № 826 от 17 октября 1968 года был образован союзно-республиканский Комитет по физической культуре и спорту при Совете министров СССР.
Он был воссоздан для руководства физическим воспитанием в стране, проведения всесоюзных спортивных мероприятий и контроля за спортивными соревнованиями, для подготовки и распределения физкультурных кадров, координации планов производства и распределения спортивного инвентаря и оборудования и строительства спортивных сооружений, а также для осуществления международных связей.
Данный комитет просуществовал в неизменном состоянии 18 лет. 11 февраля 1986 года указом Президиума Верховного Совета СССР он был преобразован в союзно-республиканский Государственный комитет СССР по физической культуре и спорту.
Окончательно всесоюзное ведомство по делам спорта, претерпев ряд изменений, было ликвидировано постановлением Государственного Совета СССР от 14 ноября 1991 года.

## Структура
В структуру Комитета по физической культуре и спорту при Совете министров СССР в различные периоды его существования входили следующие управления и отделы:
- Главное управление физического воспитания населения
- Главное управление по производству спортивных изделий
- Главное спортивно-методическое управление (с 1973 года)
- управления по различным видам спорта
- управление международных спортивных связей
- управление научно-исследовательской работы (до 1973 года)
- управление кадров и учебных заведений (с 1973 года)
- управление спортивных сооружений (до 26 мая 1975 года)
- управление капитального строительства (с 26 мая 1975 года)
- управление делами (с 19 мая 1969 года)
- планово-экономическое управление
- хозяйственное управление (до 19 мая 1969 года)
- общий отдел (до 19 мая 1969 года)
- отдел пропаганды
- отдел хоккея (с 3 ноября 1976 года, в 1977 году реорганизован в управление).
- юридический отдел (с 1978 года)

## Руководители

### Председатели Высшего совета физической культуры при ВЦИК
- Семашко, Николай Александрович (1923—1926)
- Михайлов, Василий Михайлович (1926—1930)

### Председатели Всесоюзного совета физической культуры при ЦИК СССР
- Антипов, Николай Кириллович (1930 — 27.12.1934)
- Манцев, Василий Николаевич (27.12.1934 — 21.06.1936)

### Председатели Всесоюзного комитета по делам физической культуры и спорта при СНК СССР/СМ СССР
- Харченко, Иван Иванович[11] (21.06.1936 — 31.07.1937)
- Зеликов, Александр Владимирович (09.1937 — 25.12.1938)
- Снегов, Василий Васильевич (17.01.1939 — 24.03.1945)
- Романов, Николай Николаевич (24.03.1945 — 02.04.1948)
- Аполлонов, Аркадий Николаевич (02.04.1948 — 30.12.1950)
- Романов, Николай Николаевич (30.12.1950 — 15.03.1953, и. о.)

### Начальник Главного управления по физической культуре и спорту при Министерстве здравоохранения СССР
- Романов, Николай Николаевич (15.03.1953 — 11.02.1954)

### Председатель Всесоюзного комитета по делам физической культуры и спорта при СМ СССР
- Романов, Николай Николаевич (11.02.1954 — 09.01.1959)

### Председатель Организационного бюро Союза спортивных обществ и организаций СССР
- Романов, Николай Николаевич (09.01.1959 — 18.04.1959)

### Председатели Центрального совета Союза спортивных обществ и организаций СССР
- Романов, Николай Николаевич (18.04.1959 — 30.03.1962)
- Машин, Юрий Дмитриевич (30.03.1962 — 1968)

### Председатели Комитета по физической культуре и спорту при Совете министров СССР
- Павлов, Сергей Павлович (1968—1983)
- Грамов, Марат Владимирович (1983—1986)

### Председатели Государственного комитета СССР по физической культуре и спорту
- Грамов, Марат Владимирович (1986—1989)
- Русак, Николай Иванович (1989—1991)